# 林地拎树藤
林地拎树藤（学名：Epipremnum silvaticum），属于天南星科麒麟叶属，是苏门答腊热带雨林中特有的一种木质藤本植物。

## 分布
本种仅分布于印尼苏门答腊，为当地特有种。

## 名称
本种学名中的种小名意为“树林”。